# 26886 Takahara
26886 Takahara este o planetă minoră (asteroid), cu un diametru de 2,97 km, din centura de asteroizi. A fost descoperită pe 2 octombrie 1994 la Kitami Observatory⁠(d) de Kin Endate. 
Obiectul prezintă o orbită caracterizată de o semiaxă mare de 2,3422359 UAi, o excentricitate de 0,16, o înclinație de 4,90226 ° în raport cu ecliptica.